# رقمنة

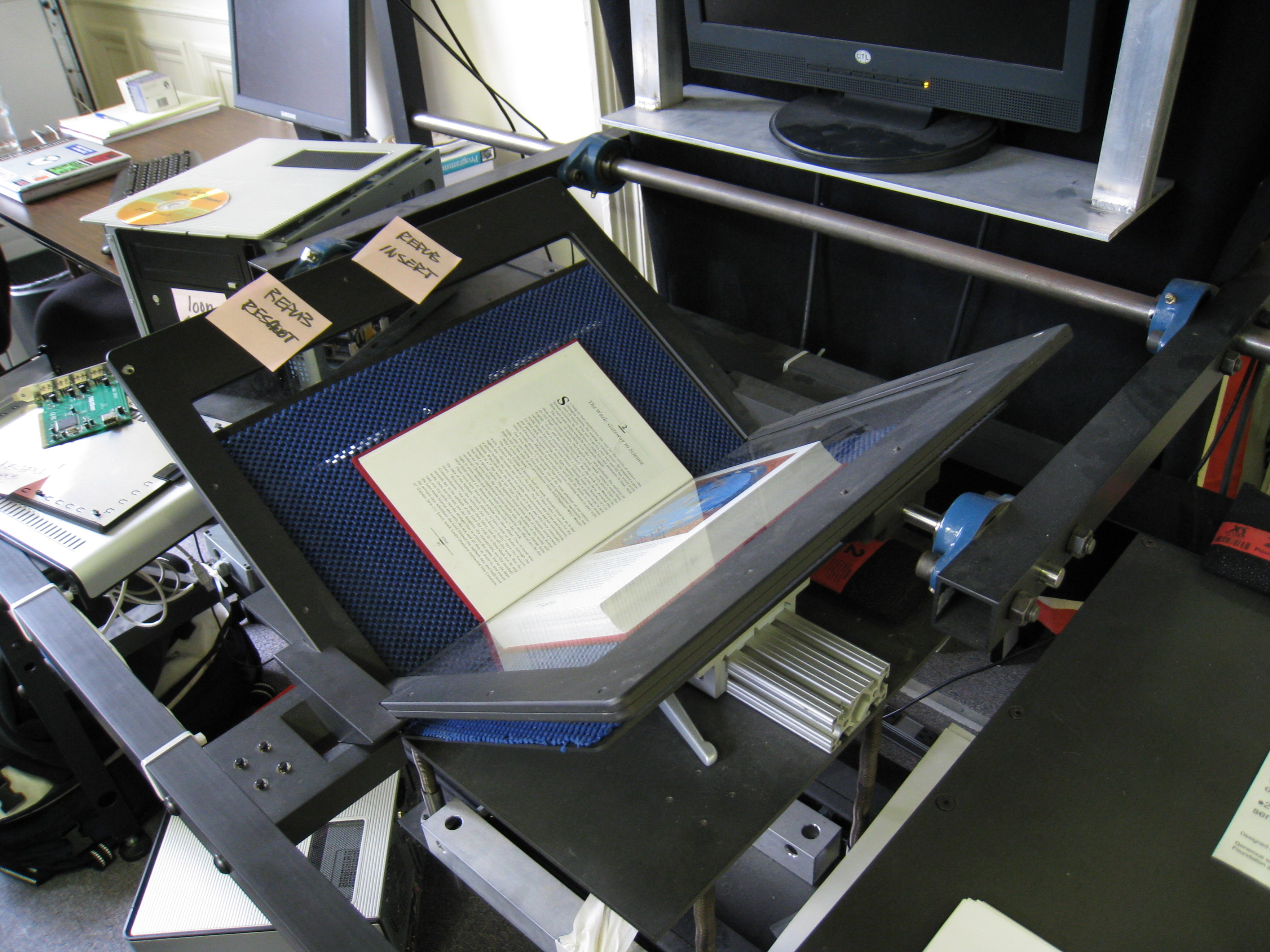

الرقمنة (أي التحويل إلى صياغة رقمية) (بالإنجليزية: digitization) هي عملية تبديل العتاد الإلكتروني والإشارات التماثلية بالعتاد الإلكتروني وإشارات رقمية، وتمثيل الصور والملفات الغير رقمية مسبقاً (بعد إدخالها في نظام رقمي) بـاِستخدام مجموعة متقطعة مكونة من نقاط منفصلة حين معالجتها.
وتعني أيضا التحول في الأساليب التقليدية المعهود بها إلى نظم الحفظ الإلكترونية، هذا التحول يستدعي التعرف على كل الطرق والأساليب القائمة واختيار ما يتناسب مع البيئة الطالبة لهذا التحول. والتحول إلى الرقمية ليس صيحة تموت بمرور الزمن، بل أصبح أمرا ضروريا لحل كثير من المشكلات المعاصرة من أهمها القضاء علي الروتين الحكومي وتعقد الإجراءات في ظل التوجه إلى الحكومات الإلكترونية وبخاصّة الوظائف المدعومة بشبكات الحواسيب، وكذلك القضاء على مشاكل التكدس وصعوبة الاسترجاع.
يطلق على نتيجة التحويل إلى صياغة رقمية اسم «التمثيل الرقمي».
تكون الإشارة التماثلية هي إشارة مستمرة مع تغير الزمن، حيث يوجد قيمة للإشارة عند كل لحظة. بينما الإشارة الرقمية تكون متقطعة بالنسبة للزمن، وبالتالي فالتحويل الرقمي هو تقريب للإشارة التي يمثلها.

## أمثلة
- الصورة الرقمية هي رقمنة للمنظر الطبيعي في الفضاء الواقعي وغالبا ما يستعمل في ذلك كاميرا رقمية أو ماسح ضوئي في حالة صورة ورقية.
- صوت أغنية في ذاكرة الحاسوب أو في ملف علي قرصه المدمّج يعتبر رقمنة لصوت المغنـّي الأصلي.
- في حالة النصوص، فيمكن اعتبار عملية الكتابة على لوحة مفاتيح كرقمنة وفي حالة النصوص الورقية فيتم رقمنة كما لو أنها صور فقط ليتم لاحقا معالجتها ببرامج تعرف على النصوص.